# Élections législatives françaises de 1932
Les élections législatives françaises de 1932 ont lieu les 1er et 8 mai afin d'élire les députés de la XVe législature de la Troisième République. Elles se déroulent au scrutin uninominal à deux tours par arrondissements, selon la loi de juillet 1927.
Durant l'entre-deux-tours, le 6 mai 1932, soit deux jours avant le second tour, le président de la République Paul Doumer, est assassiné à l'hôtel Salomon de Rothschild, à Paris. Le chef de l’État meurt le lendemain matin des suites de ses blessures. Son assassin, Paul Gorgulov, un immigré russe, est ensuite condamné à mort et exécuté.
Le deuxième cartel des gauches remporte les élections, qui aboutissent à la formation du troisième gouvernement d'Édouard Herriot, mais la Section française de l'Internationale ouvrière (SFIO) refuse de participer. La majorité parlementaire, constituée par les radicaux, alliés à des « modérés » de centre droit, s'avère instable. La crise du 6 février 1934 a lieu durant la législature élue et provoque la chute de ce deuxième cartel représenté par le second gouvernement d'Édouard Daladier.

## Résultats électoraux
| Corps électoral                                 | Corps électoral                    | Corps électoral | Corps électoral | Corps électoral                                | Corps électoral | Corps électoral | Corps électoral |
| ----------------------------------------------- | ---------------------------------- | --------------- | --------------- | ---------------------------------------------- | --------------- | --------------- | --------------- |
| Inscrits                                        | Inscrits                           | Inscrits        | Inscrits        | Inscrits                                       | Inscrits        | 11 561 751      | 100,00 %        |
| Votants                                         | Votants                            | Votants         | Votants         | Votants                                        | Votants         | 9 579 482       | 82,85 %         |
| Abstentions                                     | Abstentions                        | Abstentions     | Abstentions     | Abstentions                                    | Abstentions     | 1 982 269       | 17,15 %         |
|                                                 |                                    |                 |                 |                                                |                 |                 |                 |
| Résultats                                       |                                    |                 |                 |                                                |                 |                 |                 |
| Alliances et partis                             | Alliances et partis                | Voix            | %               | Nuances                                        | Voix            | %               | Sièges          |
|                                                 | Ligue républicaine nationale (LRN) | 4 420 717       | 45,86           | Alliance démocratique                          | 2 755 162       | 28,76           | 121             |
| Fédération républicaine                         | Ligue républicaine nationale (LRN) | 4 420 717       | 45,86           | 1 316 219                                      | 13,74           | 83              |                 |
| Parti démocrate populaire                       | Ligue républicaine nationale (LRN) | 4 420 717       | 45,86           | 309 336                                        | 3,36            | 49              |                 |
| Total                                           | Total                              | Total           | 45,86           | 253                                            |                 |                 |                 |
|                                                 | Cartel des gauches (CdG)           | 4 316 551       | 45,07           | Section française de l'Internationale ouvrière | 1 964 384       | 20,51           | 132             |
| Parti républicain radical et radical-socialiste | Cartel des gauches (CdG)           | 4 316 551       | 45,07           | 1 836 991                                      | 19,18           | 160             |                 |
| Parti républicain-socialiste                    | Cartel des gauches (CdG)           | 4 316 551       | 45,07           | 515 176                                        | 5,38            | 43              |                 |
| Total                                           | Total                              | Total           | 45,07           | 335                                            |                 |                 |                 |
|                                                 | Parti communiste (SFIC) (PC-SFIC)  | 796 630         | 8,32            |                                                |                 |                 | 10              |
|                                                 | Parti d'unité prolétarienne (PUP)  | 78 472          | 0,82            |                                                |                 |                 | 9               |
| Total                                           | Total                              | Total           | Total           |                                                |                 |                 | 607             |

### Composition détaillée
| Groupes et coalitions | Groupes et coalitions | Groupes et coalitions | Groupes et coalitions | Groupes et coalitions |
| --------------------- | --------------------- | --------------------- | --------------------- | --------------------- |
|                       | PC-SFIC               |                       |                       |                       |
| Total                 | Total                 | Total                 | Total                 | 10                    |
|                       | PUP                   |                       |                       |                       |
| Total                 | Total                 | Total                 | Total                 | 9                     |
|                       | CdG                   |                       | PRRRS                 | 160                   |
|                       | CdG                   | SFIO                  | 132                   |                       |
|                       | CdG                   | PRS                   | 43                    |                       |
| Total                 | Total                 | Total                 | Total                 | 335                   |
|                       | LRN                   |                       | AD                    | 121                   |
|                       | LRN                   | FR                    | 83                    |                       |
|                       | LRN                   | PDP                   | 49                    |                       |
| Total                 | Total                 | Total                 | Total                 | 253                   |
|                       |                       |                       |                       |                       |
| Total des sièges      | Total des sièges      | Total des sièges      | Total des sièges      | 607                   |

La Chambre élue est très divisée avec, en juillet 1932, seize groupes parlementaires, dont huit ont moins de vingt membres et trois moins de dix. Ces derniers sont le groupe d'unité ouvrière (neuf députés), le groupe des indépendants d'action économique, sociale et paysanne (sept députés) et le groupe des républicains du centre (six membres).
| Groupe parlementaire     | Groupe parlementaire     | Groupe parlementaire                                     | Députés |
| Groupe parlementaire     | Groupe parlementaire     | Groupe parlementaire                                     | Total   |
| ------------------------ | ------------------------ | -------------------------------------------------------- | ------- |
|                          | PC-SFIC                  | Parti communiste (SFIC)                                  | 11      |
|                          | PUP                      | Unité ouvrière                                           | 9       |
|                          | SFIO                     | Section française de l'Internationale ouvrière           | 132     |
|                          | PSF-PRS                  | Parti socialiste français - Parti républicain-socialiste | 29      |
|                          | PRRRS                    | Parti républicain radical et radical-socialiste          | 160     |
|                          | GI                       | Gauche indépendante                                      | 16      |
|                          | GR                       | Gauche radicale                                          | 49      |
|                          | IG                       | Indépendants de gauche                                   | 26      |
|                          | RdG                      | Républicains de gauche                                   | 42      |
|                          | RdC                      | Républicains du centre                                   | 6       |
|                          | DP                       | Démocrates populaires                                    | 17      |
|                          | CR                       | Centre républicain                                       | 35      |
|                          | IESP                     | Indépendants d'action économique, sociale et paysanne    | 7       |
|                          | R&S                      | Républicain et social                                    | 18      |
|                          | FR                       | Fédération républicaine                                  | 41      |
|                          | IR                       | Indépendants républicains                                | 16      |
|                          | NI                       | Non-Inscrits ou indéfinis                                | 1       |
|                          |                          |                                                          |         |
| Total des sièges pourvus | Total des sièges pourvus | Total des sièges pourvus                                 | 614     |

## Nombre de députés par circonscription
| Nombre de députés | Département ou circonscription |
| ----------------- | --- |
| 1                 | Cochinchine, Guyane, Inde française, Sénégal |
| 2                 | Guadeloupe, Martinique, La Réunion |
| 3                 | Basses-Alpes, Hautes-Alpes, Ariège, Cantal, Gers, Lot, Lozère, Haute-Marne, Hautes-Pyrénées, Pyrénées-Orientales, Tarn-et-Garonne, Alger, Constantine, Oran                   |
| 4                 | Aube, Cher, Corse, Creuse, Drôme, Eure-et-Loir, Jura, Loir-et-Cher, Haute-Loire, Landes, Lot-et-Garonne, Mayenne, Meuse, Orne, Haute-Saône, Savoie, Haute-Savoie, Vaucluse    |
| 5                 | Ain, Ardèche, Aude, Aveyron, Charente, Corrèze, Côte-d'Or, Doubs, Indre, Indre-et-Loire, Loiret, Marne, Nièvre, Sarthe, Deux-Sèvres, Var, Vienne, Haute-Vienne, Vosges, Yonne |
| 6                 | Allier, Alpes-Maritimes, Ardennes (+1), Charente-Inférieure, Dordogne, Eure, Gard, Haute-Garonne, Manche, Oise, Seine-et-Marne, Tarn (+1), Vendée                             |
| 7                 | Aisne, Calvados (+1), Hérault, Maine-et-Loire, Meurthe-et-Moselle, Basses-Pyrénées, Somme                                                                                     |
| 8                 | Côtes-du-Nord, Ille-et-Vilaine, Isère, Loire, Morbihan, Puy-de-Dôme, Saône-et-Loire                                                                                           |
| 9                 | Loire-Inférieure, Moselle, Bas-Rhin, Haut-Rhin |
| 11                | Bouches-du-Rhône, Finistère, Seine-Inférieure |
| 13                | Gironde |
| 14                | Rhône, Seine-et-Oise |
| 15                | Pas-de-Calais |
| 24                | Nord |
| 59                | Seine |

## Analyse des résultats
Le retour en force de la gauche, non par les voix communistes, pour un parti plus isolationniste que jamais, mais bien plus par celles des candidats socialistes SFIO et dans une moindre mesure par celles des radicaux du grand Parti de 1901, est spectaculaire sur la carte électorale de la France. Si les socialistes ne regagnent que peu de circonscriptions en Région parisienne, ils gagnent de nombreuses circonscriptions radicales de province, tandis que les radicaux évincés gagnent de nombreuses anciennes circonscriptions de gauche très modérées, comme en Champagne. L'ensemble socialiste et radical redevient ainsi presque homogène géographiquement parlant, alliant le Bassin parisien au Centre, au Sud-Est et au Sud-Ouest. La gauche élargit mêmes ses terres d'élections en Bretagne, apparues en 1876 puis disparues, réapparues en 1906, dans le Trégorrois et la Cornouaille. S'insèrent dans ce vaste ensemble 29 élus républicains-socialistes, qui ont surmonté leur division entre pro-Poincaré et anti-Union nationale et vont se regrouper dans un groupe parlementaire unique, contrairement à 1928.

## XVelégislature
Durée de la législature : 1er juin 1932 - 31 mai 1936.
Président de la République : Albert Lebrun
Président de la Chambre des députés : Fernand Bouisson
| Gouvernement | Gouvernement           | Gouvernement                            | Dates (Durée)                                               | Coalition                    | Président du Conseil        | Composition initiale                                     |
| ------------ | ---------------------- | --------------------------------------- | ----------------------------------------------------------- | ---------------------------- | --------------------------- | -------------------------------------------------------- |
| 1            | Édouard Herriot        | Gouvernement Édouard Herriot (3)        | du 3 juin 1932 au 14 décembre 1932 (6 mois et 11 jours)     | Cartel des gauches           | Édouard Herriot (PRRRS)     | 18 ministres 11 sous-secrétaires d'État                  |
| 2            | Joseph Paul-Boncour    | Gouvernement Joseph Paul-Boncour        | du 18 décembre 1932 au 28 janvier 1933 (1 mois et 10 jours) | Cartel des gauches           | Joseph Paul-Boncour (PRS)   | 17 ministres 12 sous-secrétaires d'État                  |
| 3            | Édouard Daladier       | Gouvernement Édouard Daladier (1)       | du 31 janvier 1933 au 24 octobre 1933 (8 mois et 23 jours)  | Cartel des gauches           | Édouard Daladier (PRRRS)    | 18 ministres 5 sous-secrétaires d'État                   |
| 4            | Albert Sarraut         | Gouvernement Albert Sarraut (1)         | du 26 octobre 1933 au 24 novembre 1933 (29 jours)           | Cartel des gauches           | Albert Sarraut (PRRRS)      | 18 ministres 8 sous-secrétaires d'État                   |
| 5            | Camille Chautemps      | Gouvernement Camille Chautemps (2)      | du 26 novembre 1933 au 27 janvier 1934 (2 mois et 1 jour)   | Cartel des gauches           | Camille Chautemps (PRRRS)   | 18 ministres 8 sous-secrétaires d'État                   |
| 6            | Édouard Daladier       | Gouvernement Édouard Daladier (2)       | du 30 janvier 1934 au 7 février 1934 (8 jours)              | Cartel des gauches           | Édouard Daladier (PRRRS)    | 17 ministres 9 sous-secrétaires d'État                   |
| 7            | Gaston Doumergue       | Gouvernement Gaston Doumergue (2)       | du 9 février 1934 au 8 novembre 1934 (8 mois et 30 jours)   | Cartel des gauches           | Gaston Doumergue (PRRRS)    | 2 ministres d’État 17 ministres                          |
| 8            | Pierre-Étienne Flandin | Gouvernement Pierre-Étienne Flandin (1) | du 8 novembre 1934 au 31 mai 1935 (6 mois et 23 jours)      | Ligue républicaine nationale | Pierre-Étienne Flandin (AD) | 2 ministres d’État 17 ministres 1 sous-secrétaire d’État |
| 9            | Fernand Bouisson       | Gouvernement Fernand Bouisson           | du 1er juin 1935 au 4 juin 1935 (6 jours)                   | Cartel des gauches           | Fernand Bouisson (PRS)      | 3 ministres d’État 17 ministres 1 sous-secrétaire d’État |
| 10           | Pierre Laval           | Gouvernement Pierre Laval (4)           | du 7 juin 1935 au 22 janvier 1936 (7 mois et 15 jours)      | Ligue républicaine nationale | Pierre Laval (Divers)       | 3 ministres d’État 17 ministres 1 sous-secrétaire d’État |
| 11           | Albert Sarraut         | Gouvernement Albert Sarraut (2)         | du 24 janvier 1936 au 4 juin 1936 (4 mois et 11 jours)      | Cartel des gauches           | Albert Sarraut (PRRRS)      | 1 ministre d’État 17 ministres 5 sous-secrétaire d’État  |

### Institutions
- Liste des élections législatives françaises (Troisième République)
- Chambre des députés
- Lois constitutionnelles de 1875
- Système électoral

### Histoire
- Troisième République
- Cartel des gauches
- Crise du 6 février 1934